# Sengelmannstraße (métro de Hambourg)
Sengelmannstraße (en allemand : U-Bahnhof Sengelmannstraße) est une station de la ligne U1 du métro de Hambourg. Elle se situe dans le quartier d'Alsterdorf, dans l'arrondissement du Nord.

## Situation sur le réseau

Plans des lignes
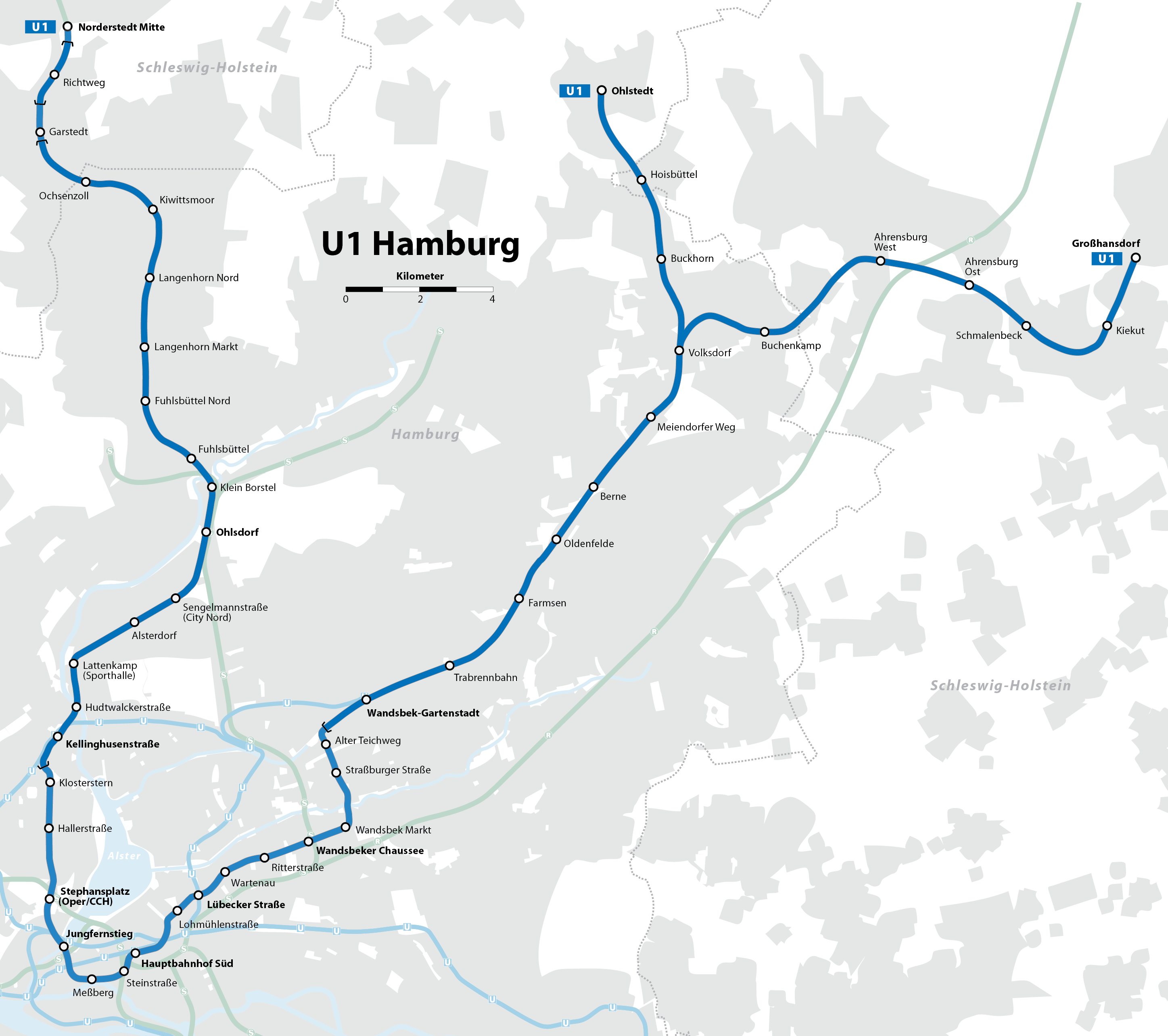
Ligne U1.

## Histoire
La station de métro Sengelmannstraße est ajoutée à la ligne de métro Kellinghusenstrasse–Ohlsdorf dans les années 1970. La raison en est la City Nord, construite dans les années 1960 et 1970 comme un important site de bureaux. La construction de la station ne commence qu'en 1973 et elle est mise en service deux ans plus tard.
Les responsables politiques locaux réclament depuis plusieurs années qu'en plus de la bouche au sud vers City Nord, la bouche au nord vers la cité-jardin d'Alsterdorf soit également rendue sans obstacle. Une proposition correspondante du groupe parlementaire FDP est approuvée à l'unanimité par l'assemblée du district de Hambourg-Nord en 2019.

## Services aux voyageurs

### Accès et accueil
La station dispose de deux plates-formes centrales mesurant chacune plus de 120 mètres de long. Pour l’instant, seul celle du sud est en service. Son entrée est approximativement au milieu et est reliée à un passage souterrain du remblai ferroviaire, qui mène à une installation de virage du côté sud.
La deuxième plate-forme était destinée à la circulation sur la ligne U4, prévue dans les années 1970. Avec la mise en service de la ligne U4, une desserte directionnelle aurait été mise en place : les trains des deux lignes vers le centre-ville seraient partis du quai nord, tandis que le quai sud aurait été desservi par des trains en provenance du centre-ville. La plate-forme nord sert uniquement d'emplacement pour des affiches publicitaires et est envahie par la végétation. À l'ouest de la station, on peut voir l'emplacement de l'ouvrage de sortie prévu pour la ligne U4. Les voies de la ligne U1 sont espacées de près de 20 mètres. Les voies de la ligne U4 seraient sorties d'un tunnel entre les deux voies de la ligne U1.
La plate-forme nord fait partie de la construction de la ligne U5, qui, en provenance de Bramfeld, se connectera ici à la ligne U1 et, dans un premier temps, continuera jusqu'à City Nord. À cet effet, la zone de sortie à l'ouest de la station est dégagée en octobre 2021. Les voies intérieures sont réservées à la ligne U5, les voies extérieures à la ligne U1.
Directement au sud de la station de métro se trouve la ligne de contournement du fret de Hambourg, qui passe sur le même remblai, et les deux itinéraires se séparent directement à l'est du quai.

### Intermodalité
Il y a une transition vers la ligne de bus 218.